# Xã Flora, Quận Renville, Minnesota
Xã Flora (tiếng Anh: Flora Township) là một xã thuộc quận Renville, tiểu bang Minnesota, Hoa Kỳ. Năm 2010, dân số của xã này là 188 người.